# Suhoi

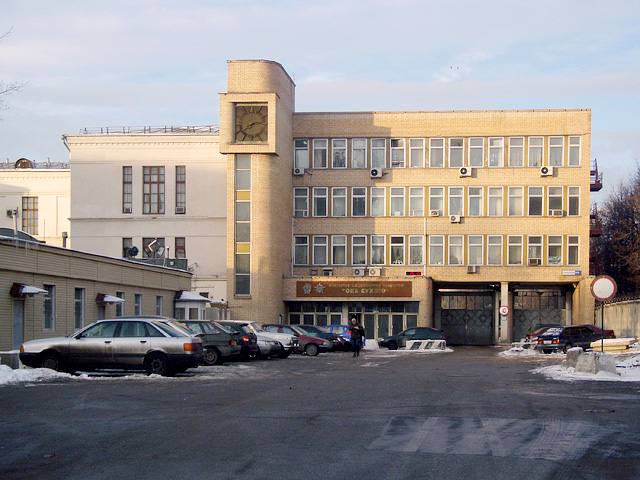
Biroul de design in Moscova

Suhoi (Сухой) este cel mai mare fabricant rus de avioane de luptă. Înființat de catre Pavel Suhoi în 1939, purtând numele de Biroul de Design Suhoi (OKB-51, oficiul de design prescurta Su), este cunoscută de asemenea sub titulatura de Corporația Sukhoi. Corporație din care fac parte: JSC Suhoi Biroul de Design in Moscova, Asociația de Producție Aviatică Novosibirsk (NAPO), Asociația de Producție Aviatică Komsomolsk-na-Amure și Aviația Irkutsk.

## Aeronave produse
- Su-2 - bombardier
- Su-7 'Fitter' - avion de atac
- Su-9 'Fishpot' - interceptor
- Su-11 'Fishpot-C' - interceptor

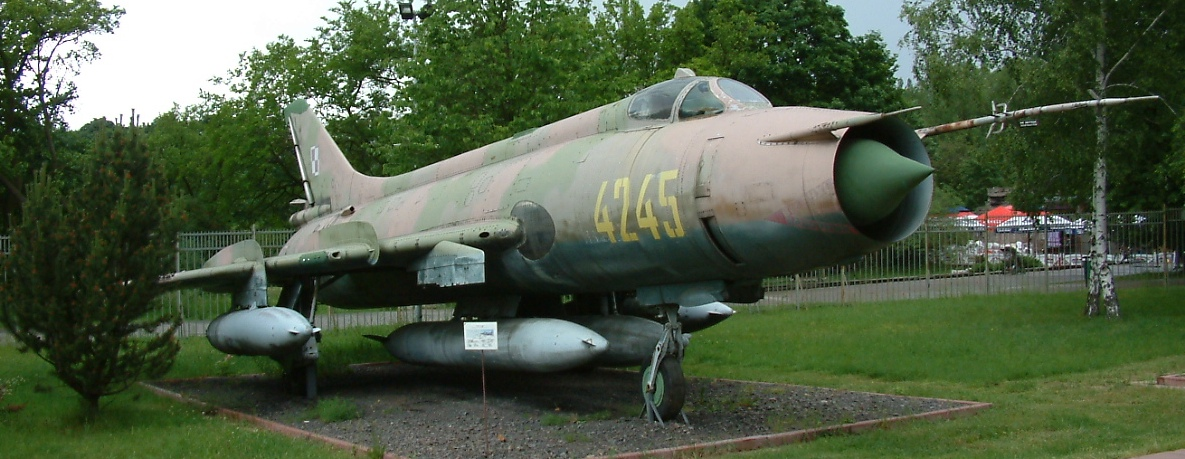
Polonezul Su-20 'Fitter' (varianta de export a Su-17)

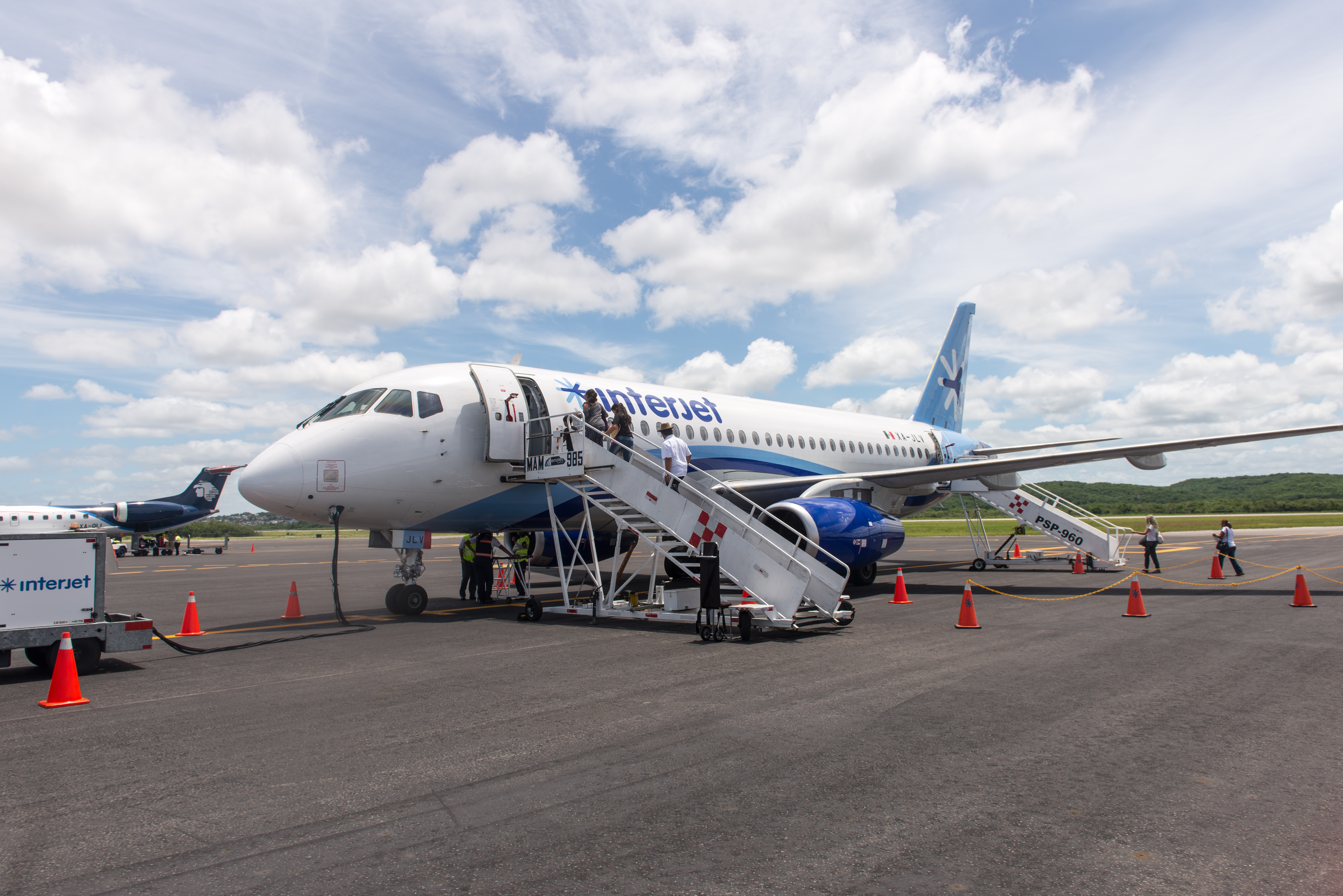
Sukhoi Superjet 100 (Campeche, Mexico) 2015

- Su-12 - avion de supraveghere (1947)
- Su-15 'Flagon' - 1967, interceptor
- Su-17/Su-20/Su-22 'Fitter' - avion de atac
- Su-24 'Fencer' - 1974, bombardier jet
- Su-25 'Frogfoot' - avion de atac la sol
- Su-26 - avion de acrobație aeriană cu un singur loc (civil)
- Su-27 'Flanker A/B' - 1984
- Su-28/Su-25UB - avion de antrenament și demonstrație
- Su-29 - avion de acrobație aeriană cu doua locuri (civil)
- Su-30 'Flanker-C' - 1992
- Su-31 - avion de acrobație aeriană cu un singur loc (civil)
- Su-33 'Flanker-D' - 1994, avion special pentru nave portavion
- Su-34 'Fullback'- 2006, "Platypus"
- Su-27M/Su-35 'Flanker-E' - 1995
- Su-37 'Terminator'
- Su-47 'Berkut'
- Su-25TM/Su-39 'Frogfoot' - avion atac la sol, optimizat pentru anti-tanc care utilizeză designul lui * Sukhoi-Gulfstream S-21 - un supersonic business jet.
- Su-80 - avion cu dublu turboprop cu capacitați STOL de Decolare și Aerizare scurtă de transport.
- Superjet 100

## Avioane experimentale
- Su-5 - avion cu elice
- Su-6 - avion de atac la sol
- Su-8 - avion de atac la sol
- Su-9 - jet fighter

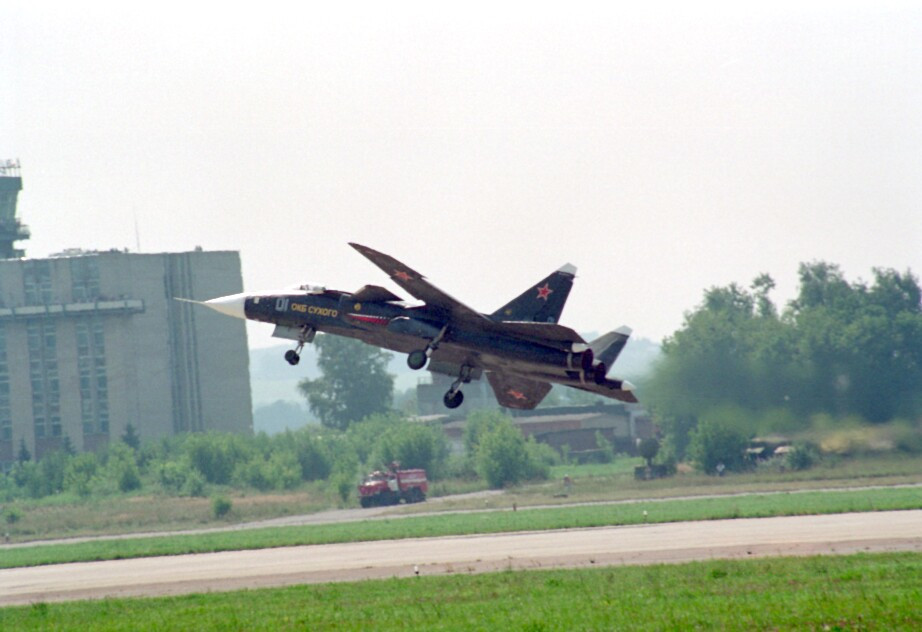
Su-47 (S-37)

- Su-37 'Flanker-F' ("Terminator"), varianta Su-35 îmbunătățită
- Su-38 avion utilitar
- S-32/37 Berkut - avion multirol
- T-4 - Bombardier supersonic, similar Americanului XB-70 Valkyrie
- Sukhoi T-50/PAK FA